# 7940 Erichmeyer
7940 Erichmeyer è un asteroide della fascia principale. Scoperto nel 1991, presenta un'orbita caratterizzata da un semiasse maggiore pari a 2,6368707 UA e da un'eccentricità di 0,0883499, inclinata di 3,72380° rispetto all'eclittica.
L'asteroide è dedicato all'astronomo austriaco Erich Meyer.